# Nikolaj Dmitrijevič Jakovlev
Nikolaj Dmitrijevič Jakovlev (rusky Николай Дмитриевич Яковлев) (31. prosince 1898 Staraja Russa, Novgorodská oblast – 9. května 1972 Moskva) byl sovětský vojevůdce, maršál dělostřelectva. Během druhé světové války stál v čele Hlavní dělostřelecké správy lidového komisariátu obrany.

## Život
Syn dělníka. V Rudé armádě sloužil od roku 1918, bojoval v občanské válce. Sloužil u dělostřelectva, postupoval od velitele baterie až k veliteli dělostřelectva vojenského okruhu. Zúčastnil se pochodu Rudé armády na západní Ukrajinu i sovětsko - finské války.
21. června 1941 přijel do Moskvy, aby se následující den ujal funkce náčelníka Hlavní dělostřelecké správy (GAU) místo maršála Kulika, novou funkci tak přebíral v zmatcích prvních dnů války. Jako náčelník GAU zodpovídal za zabezpečení bojující armády výzbrojí a střelivem, od přebrání produkce od podniků zbrojního průmyslu, až po výdej střeliva frontovým jednotkám. Dozíral také na zkoušky nových zbraní a jejich zavádění do výroby. Do září 1941 podléhal přímo lidovému komisaři (tj. J.V.Stalinovi), poté veliteli dělostřelectva N.N.Voronovovi. Na svém postu se udržel po celou válku. v letech 1943 – 1945 občas vyjížděl na frontu jako představitel Hlavního stanu.
Po válce nadále sloužil na ministerstvu obrany, od roku 1948 jako náměstek pro vyzbrojování. V prosinci 1951 byl odvolán z funkcí, v lednu 1952 byl zatčen. Po Stalinově smrti byl propuštěn, dostal zpět hodnost a funkci 1. zástupce velitele vojsk protivzdušné obrany (PVO).

## Vzdělání
- 1920 – absolvoval 2. Petrohradské dělostřelecké kurzy
- 1924 – absolvoval akademické kurzy zdokonalování velitelského sboru

## Vojenská kariéra
- od ledna 1917 v ruské armádě
- od 1918 v Rudé armádě
- 1918 – 1937 – v dělostřeleckých útvarech
- březen – červen 1937 – na stáži v Československu
- léto 1937 – únor 1938 – náčelník dělostřelectva Běloruského vojenského okruhu
- únor 1938 – prosinec 1938 – náčelník dělostřelectva Severokavkazského vojenského okruhu
- prosinec 1938 – červen 1941 – náčelník dělostřelectva Kyjevského vojenského okruhu
- 22. června 1941 – 1948 – náčelník Hlavní dělostřelecké správy (GAU)
- 1946 – 1948 – současně 1. zástupce velitele dělostřelectva ozbrojených sil SSSR
- listopad 1948 – prosinec 1951 – náměstek ministra obrany pro vyzbrojování
- červen 1953 – 1960 – 1. zástupce velitele vojsk protivzdušné obrany (PVO)
- od prosince 1960 člen skupiny generálních inspektorů

## Hodnosti
- plukovník
- prosinec 1938 – velitel brigády
- 5. listopadu 1939 – velitel divize
- 4. června 1940 – generálporučík dělostřelectva
- 22. února 1941 – generálplukovník dělostřelectva
- 22. února 1944 – maršál dělostřelectva

## Řády a vyznamenání
- 6x Řád Lenina
- 2x Řád rudého praporu
- Řád Kutuzova I. stupně (4. října 1943)
- 2x Řád Suvorova I. stupně (29. července 1944, 18. listopadu 1944)
- Řád rudého praporu práce
- medaile, zahraniční řády

## Politická činnost
- od 1923 člen VKS(b)
- poslanec Nejvyššího sovětu 2. volebního období

## Dílo
Об артиллерии и немного о себе.. 2. vyd. Moskva: Vysšaja škola, 1984. Dostupné online. (rusky), (1.vydání: Vojenizdat, 1981)
česky: Než děla promluvila. Překlad Josef Niebauer. 1. vyd. Praha: Naše vojsko, 1988. 176 s. (Paměti; sv. 91).